# Sara Evans
Pour les articles homonymes, voir Evans.
Sara Evans (née le 5 février 1971) est une chanteuse américaine de musique country actuellement sous contrat avec RCA Records Nashville.
Le premier album de Sara Evans, intitulé Three Chords and the Truth, n'a pas atteint le Top des Hot Country Songs. Ces titres suivants ont fait de même dont No Place That Far (1998), Born to Fly (2000), Restless (2003) et Real Fine Place (2005). No Place That Far est certifié disque d'or par Recording Industry Association of America (RIAA), tandis que les trois autres albums ont été certifiés disques de platine. Ces disques incluent les titres classés en tête des classements musicaux dont No Place That Far, Born to Fly, Suds in the Bucket et A Real Fine Place to Start, en plus des titres ayant atteint le top 10 dont I Could Not Ask for More (une reprise de la chanson d'Edwin McCain (en) du même nom), I Keep Looking, Perfect et Cheatin'.
Evans est détentrice de récompenses, chacune remise par Billboard, l'Academy of Country Music, Country Music Association, Broadcast Music Incorporated (BMI), ainsi que d'un Dove Award.

## Biographie

### Débuts et popularisation
Sara Evans est née le 5 février 1971 à Boonville (Missouri), aux États-Unis, et possède des origines galloises, irlandaises, anglaises et amérindiennes. Aînée d'une fratrie de sept enfants, elle a grandi dans une ferme à New Franklin (Missouri). À l'âge de huit ans, elle était coincée par une voiture en face du domicile familial et ses jambes ont souffert de multiples fractures. En convalescence durant des mois en fauteuil roulant, elle chante pour payer ses frais médicaux. Âgée de 16 ans, elle chante lors d'un concert à Columbia (Missouri). Evans emménage à Nashville (Tennessee) en 1991 pour devenir chanteuse de country. Elle fait la rencontre d'un artiste du nom de Craig Schelske et quitte Nashville en sa compagnie en 1992, pour l'Oregon. Elle l'épouse en 1993, et revient à Nashville en 1995 pour y enregistrer des démos. L'auteur-compositeur de Nashville, Harlan Howard, est impressionné par la démo de sa chanson intitulée Tiger by the Tail. Il décide de l'aider à commencer sa carrière musicale, ce qui mène par la suite à un contrat avec RCA Nashville.
En 1997, Evans commercialise son premier album chez RCA, Three Chords and the Truth. Bien qu'aucun de ces singles (True Lies et Shame About That) n'aient atteints le Top 40 du classement Hot Country Songs de Billboard, l'album est bien accueilli pour sa sonorité country néo-traditionnelle. En 1998, Evans commercialise son second album, No Place That Far. Le single principal de l'album, Cryin' Game, n'atteint également pas le Top 40. Cependant, le second single de l'album attribue à Evans la première place du classement Hot Country Songs en mars 1999. L'album est finalement certifié disque d'or par la RIAA.

### Born to FlyetRestless
Le troisième album studio d'Evans, Born to Fly, est commercialisé le 10 octobre 2000. Elle insiste pour que le batteur de Seattle, Matt Chamberlain (The Wallflowers, Edie Brickell) participe aux compositions. Le single Born to Fly atteint la première place du Top 40. Les deux autres singles, I Could Not Ask for More et I Keep Looking atteignent le top 10, et Saints & Angels atteint le top 20. Born to Fly est finalement certifié deux fois disque de platine par la RIAA en 2004. En 2001, Evans est la chanteuse la plus nommée (sept fois) par la Country Music Association. Evans commercialise son quatrième album studio, Restless, le 19 août 2003. le single principal, Backseat of a Greyhound Bus atteint le Top 20 aux Hot Country Songs. L'album débute troisième aux Top Country Albums et 20e au Billboard 200, s'écoulant à 40 000 exemplaires sa première semaine.

### Succès deReal Fine PlaceetGreatest Hits
La cinquième album studio d'Evans, Real Fine Place, est commercialisé le 4 octobre 2005. Le single principal, A Real Fine Place to Start, atteint la première place du Hot Country Songs en 2005, et le Top 40 du Billboard Hot 100. Il est certifié disque d'or par la RIAA. L'album s'est vendu à 130 000 exemplaires dès sa première semaine, permettant d'accéder à la première place du Top Country Albums. Cheatin' est le second single principal de Real Fine Place et est classé au Top 10 des hits country, atteignant la neuvième place des Hot Country Songs. L'album présente deux singles à succès Coalmine (un Top 40 hit) et You'll Always Be My Baby (un Top 15 hit). Evans commercialise en même que le quatrième album, un livre-cadeau, écrit par elle, Tony Martin et Tom Shapiro, intitulé You'll Always Be My Baby.
Le 6 décembre 2005, Evans commercialise l'album Feels Like Home dans les magasins Cracker Barrel. L'album présente une version en live de Born to Fly et une version acoustique de No Place That Far. En 2006, elle commercialise un autre album, Always There, dans les magasins Hallmark pour la fête des mères. L'album présente six de ses chansons préférées, dont une version live de Suds in the Bucket et une version acoustique de Born to Fly, et deux nouvelles chansons : You Ought to Know by Now et Brooklyn & Austin.
Le 23 mai 2006, Evans joue aux 2006 ACM awards à Las Vegas, où elle gagne son premier ACM dans la catégorie « meilleure chanteuse ». Le 9 octobre 2007, Evans commercialise sa première collection Greatest Hits. La compilation présente quatre nouvelles chansons, dont le single As If, classée au Top 15 des classements. Il est annoncé, le 15 octobre 2007, qu'Evans serait l'invitée de la 41e édition des CMA Awards avec LeAnn Rimes le 7 novembre 2007. Evans devient également porte-parole de la National Eating Disorders Association, et s'est intéressée à ces troubles, vu qu'elle en a auparavant souffert. Elle participe également à une œuvre de charité, Fashion for Every Body.

### Strongeret carrière actuelle
Le single intitulé Low est diffusé à la radio le 29 septembre 2008, pour faire la promotion du film Billy: The Early Years (en). Un ouvrage nommé The Sweet By and By, rédigé par Evans accompagnée de l'auteur Rachel Hauck, est commercialisé le 5 janvier 2010,. Le second ouvrage, Softly and Tenderly, est commercialisé le 14 janvier 2011, et le troisième, Love Lifted Me, le 3 janvier 2012.

## Télévision
En avril 2004, Evans apparaît en tant qu'invitée dans l'émission Nashville Star.
Elle apparaît également dans le jeu télévisé Million Dollar Password en juin 2008. En 2006, Evans participe à l'émission de Jeff Foxworthy, Foxworthy's Big Night Out.
En Septembre 2006, Sara Evans a rejoint le casting de la saison 3 de l'émission américaine Dancing With The Stars avec Tony Dovolani comme partenaire de danse. Il s'agissait de la première apparition d'un chanteur de musique country sur le programme. Elle a dansé avec le danseur professionnel Tony Dovolani. Le 12 octobre 2006, Evans a quitté le programme, citant des raisons personnelles liées à sa demande de divorce.
Evans apparait juge dans le HGTV Design Star le 6 juillet 2008. Evans chante God Bless America lors du All Star Game de Saint-Louis (Missouri) le 12 juillet 2009.

## Vie personnelle

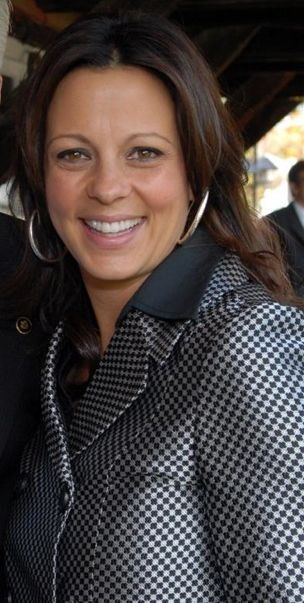
Sara Evans en 2007.

Evans épouse Craig Schelske, un aspirant politicien, le 25 septembre 1993, et divorce en septembre 2007. Evans et Schelske ont mis au monde trois enfants : Avery Jack (né le 21 août 1999), Olivia Margaret (née le 22 janvier 2003), et Audrey Elizabeth (née le 6 octobre 2004). Le 14 juin 2008, Evans épouse Jay Barker, un ancien quaterback de l'Université de l'Alabama. Ils se marient à Franklin, dans le Tennessee, avec leurs enfants comme témoins,.

## Récompenses et nominations
| Date | Récompense                       | Catégorie                                                          | Résultat   |
| ---- | -------------------------------- | ------------------------------------------------------------------ | ---------- |
| 1997 | Billboard Music Video Awards     | Meilleure vidéo d'une artiste country                              | Lauréat    |
| 1999 | Country Music Association Awards | Chant de l'année pour No Place That Far (duo avec Vince Gill)      | Nomination |
| 1999 | Country Music Association Awards | Horizon Award                                                      | Nomination |
| 2000 | Country Music Association Awards | Horizon Award                                                      | Nomination |
| 2001 | Country Music Association Awards | Vidéo de l'année, pour Born to Fly                                 | Lauréat    |
| 2001 | Country Music Association Awards | Single de l'année, pour Born to Fly                                | Nomination |
| 2001 | Country Music Association Awards | Song de l'année, pour Born to Fly                                  | Nomination |
| 2001 | Country Music Association Awards | Album de l'année, pour Born to Fly                                 | Nomination |
| 2001 | Country Music Association Awards | Chanteuse de l'année                                               | Nomination |
| 2002 | Academy of Country Music Awards  | Meilleure chanteuse                                                | Nomination |
| 2002 | Country Music Association Awards | Meilleure chanteuse de l'année                                     | Nomination |
| 2004 | Country Music Association Awards | Meilleure chanteuse de l'année                                     | Nomination |
| 2004 | CMT Flameworthy Awards           | Vidéoclip d'une artiste, pour Perfect                              | Nomination |
| 2004 | BMI Country Awards               | 50 meilleure chanson country, pour Perfect                         | Lauréat    |
| 2005 | CMT Music Awards                 | Vidéo la plus hot de l'année                                       | Nomination |
| 2005 | Academy of Country Music Awards  | Meilleure chanteuse                                                | Nomination |
| 2005 | Academy of Country Music Awards  | Album de l'année, pour Restless                                    | Nomination |
| 2005 | Country Music Association Awards | Événement musical de l'année, pour New Again (avec Brad Paisley)   | Nomination |
| 2005 | Country Music Association Awards | Chanteuse de l'année                                               | Nomination |
| 2006 | CMT Music Awards                 | Vidéoclip d'une artiste, pour A Real Fine Place To Start           | Nomination |
| 2006 | R&R                              | Chanteuse de l'année                                               | Lauréat    |
| 2006 | Academy of Country Music Awards  | Top chanteuse                                                      | Lauréat    |
| 2006 | Country Music Association Awards | Chanteuse de l'année                                               | Nomination |
| 2007 | CMT Music Awards                 | Vidéoclip de l'année, pour You'll Always Be My Baby                | Nomination |
| 2007 | BMI Country Awards               | 50 meilleures chansons country, pour You'll Always Be My Baby      | Lauréat    |
| 2008 | BMI Country Awards               | 50 meilleures chansons country, pour As If                         | Lauréat    |
| 2010 | Dove Awards                      | Meilleur album, pour Glory Revealed II: The Word of God In Worship | Lauréat    |
| 2011 | CMT Music Awards                 | Vidéoclip de l'année, pour A Little Bit Stronger                   | Nomination |
| 2011 | Country Music Association Awards | Chanteuse de l'année                                               | Nomination |
| 2011 | Country Music Association Awards | Single de l'année, pour A Little Bit Stronger                      | Nomination |
| 2011 | American Music Awards            | Artiste country préférée                                           | Nomination |
| 2011 | American Country Awards          | Meilleur single, pour A Little Bit Stronger                        | Nomination |

## Discographie
Albums studio
- 1997 : Three Chords and the Truth
- 1998 : No Place That Far
- 2000 : Born to Fly
- 2003 : Restless
- 2005 : Real Fine Place
- 2011 : Stronger
- 2014 : Slow Me Down
- 2014 : At Christmas
- 2017 : Words
- 2020 : Copy That
- 2024 : Unbroke

Compilations
- 2005 : Feels Like Home
- 2005 : Always There
- 2007 : Greatest Hits

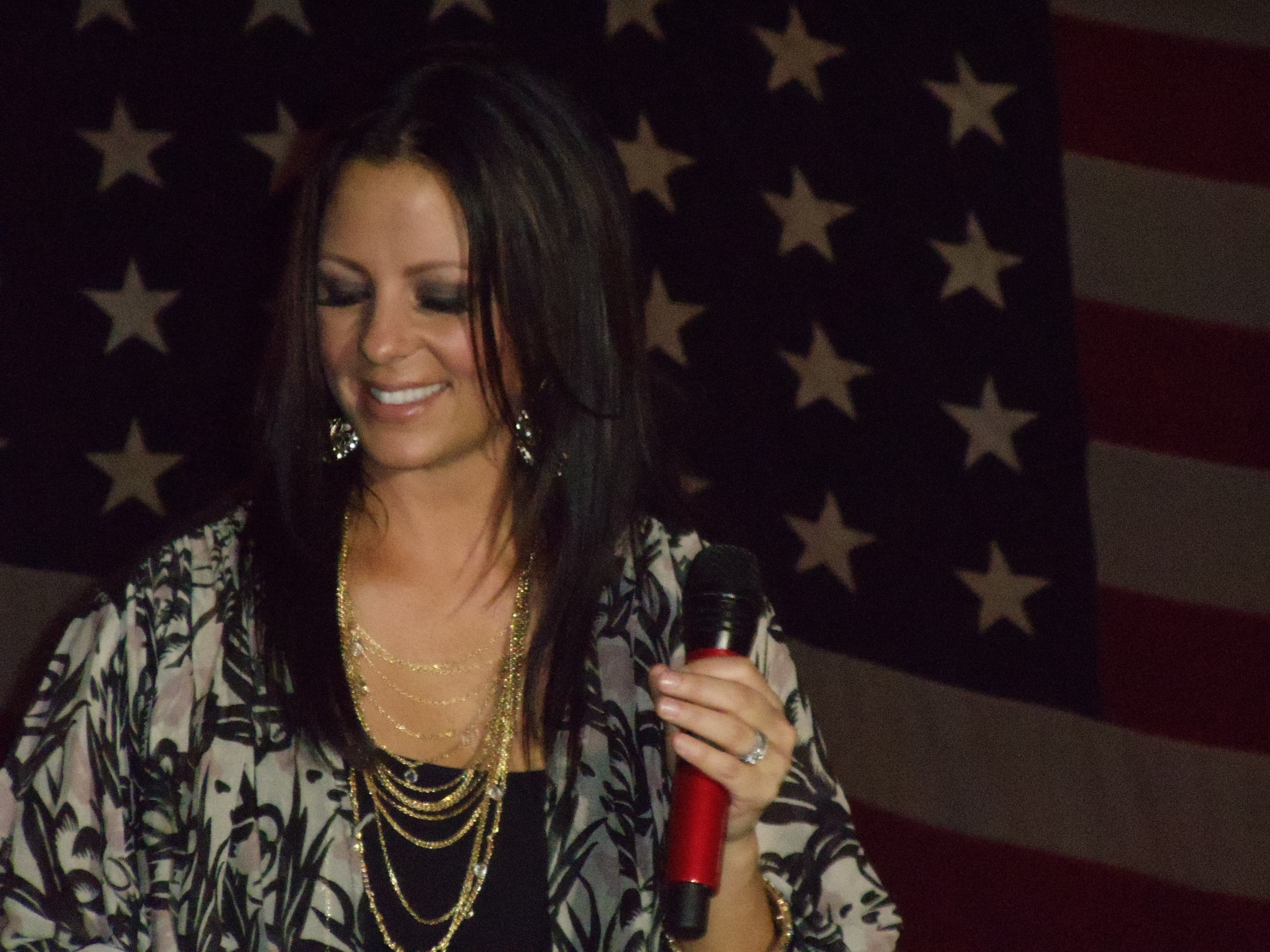
Sara Evans dans la discothèque Coyote Joes, à Charlotte (Caroline du Nord) en 2011.

- 2013 : Playlist: The Very Best of Sara Evans

## Filmographie
- 2020 : Un drôle de Noël (A Nashville Christmas Carol) de Dawn Wilkinson : Belinda Manners